# Styringomyia vritra
Styringomyia vritra är en tvåvingeart som beskrevs av Alexander 1955. Styringomyia vritra ingår i släktet Styringomyia och familjen småharkrankar. Inga underarter finns listade i Catalogue of Life.